# キーウィ (掃海艇)
キーウィ (HMNZS Kiwi) はニュージーランド海軍の掃海艇。バード級。 
リースのHenry Robb社で建造。1941年7月7日進水。同年10月20日就役。
1942年1月1日に「キーウィ」は船団と共にグリーノックより出航。5月21日にオークランドに着いた。
ソロモン諸島の戦いの開始後、ヌメア配備となった。12月12日、「キーウィ」と掃海艇「Matai」、「モア」、「トゥイ」はエスピリツサントより出航。12月15日にツラギに着き、以後ソロモン諸島水域で活動する。
1943年1月、「キーウィ」は日本軍と誤認されてアメリカ魚雷艇「PT-45」から雷撃を受けた。「PT-45」は魚雷2本を発射したが、外れた。
同月29から30日の夜、「モア」とともにガダルカナル島カミンボ湾沖を哨戒中であった「キーウィ」はソナーで潜水艦を探知し、爆雷攻撃を実施。浮上し逃走を図る潜水艦と2隻は撃ち合い、それから「キーウィ」は3度体当たりを行った。体当たりで損傷した「キーウィ」は撤収し、「モア」が戦闘を続行。潜水艦は座礁した。その潜水艦は日本の「伊1」であった。
「キーウィ」はオークランドで修理を受け、その後は再びソロモン諸島に戻った。また、スバ配備にもなっている。
1943年5月24日にはオークランドからヌメアへ向かう途中でアメリカ船「J. B. Weater」から砲撃されて損傷した。
1945年5月に「キーウィ」はニュージーランドに戻った。同年、予備役となる。何度か練習艦として再就役した後、1964年に売却され、その後解体された。